# Bungarus niger
Bungarus niger, el krait negro mayor o krait negro, es una especie de krait, una serpiente altamente venenosa de la familia Elapidae. La especie es endémica del sur de Asia.

## Descripción
Bungarus niger es de mediana longitud, cuerpo delgado y sección transversal triangular, la cola es corta y puntiaguda. Puede alcanzar una longitud total máxima (incluida la cola) de aproximadamente 1,30 
metros, pero los especímenes adultos generalmente promedian alrededor de 0,80 m. La cabeza es plana y ligeramente diferenciada del cuello. El ojo es de tamaño pequeño a mediano, negro con una pupila 
redonda. Las escamas dorsales son lisas y brillantes, con escamas de la fila vertebral agrandadas y hexagonales. El recuento de la escamas dorsales es de 15 - 15 - 15. Es sinpátrica con el krait negro menor (Bungarus lividus), pero puede separarse por las escamas vertebrales dorsales agrandadas. El número de escamas ventrales y subcaudales es mayor que en todas las demás especies de Bungarus (216-231 ventrales y 47-57 subcaudales).

## Distribución y hábitat
Se encuentra en la India principalmente a lo largo del sub-Himalaya desde Uttarakhand en el oeste hasta Mizoram, así como en Nepal, Bután, Pakistán y Bangladés. La especie fue descripta por Frank Wall partir de un espécimen obtenido de cerca de Tindharia un lugar cercano a Darjeeling. La especie también se encuentra en la ciudad de Jalpaiguri y otras partes del distrito. Esta especie habita una amplia variedad de hábitats, desde manglares hasta pueblos habitados y bosques montanos hasta elevaciones de 1500 m snm en las estribaciones del Himalaya.

## Comportamiento y ecología
Es nocturna y terrestre, B. niger tiene una disposición inofensiva. Cuando lo molestan, se enrolla libremente y esconde su cabeza debajo de su cuerpo. Es reacio a morder, excepto en caso de provocación 
persistente. Se alimenta principalmente de serpientes y pequeños mamíferos y, en ocasiones, lagartos, ranas y peces.

## Veneno
El veneno de B. niger consiste en neurotoxinas presinápticas y postsinápticas, y también puede contener micotoxinas. Esta serpiente a menudo se pasa por alto, pero es una especie médicamente importante, ya que ha causado muchas mordeduras. Se desconoce la tasa de mortalidad asociada, pero se dice que es bastante alta.